# Reggaeton de Markesina
Reggaeton de Markesina è il secondo album di raccolta del gruppo musicale portoricano Plan B, pubblicato nel 2007.

## Tracce
1. Intro (feat. con artisti vari)
2. Reggaeton De Marquesina (feat. Chencho, Blak Label, Master Joe, Don Chezina, Jenny, Tommy Viera, Nano MC, Speedy, Lennox, Great Kilo & Jason)
3. La Velocidad (feat. Chencho)
4. Picheala y Deja Que Valla (feat. Arcángel)
5. Masoquismo (feat. Lito MC Cassidy)
6. Si Eres Free (feat. Chencho)
7. Mi Bailarina (feat. Speedy)
8. Cuando Va A Parar
9. Bati Bum Bum (feat. Jason)
10. Get Down (feat. Delirious)
11. Todos Son Mis Panas (feat. Chencho)
12. Tocala (feat. Don Chezina)
13. La Pista Esta Llenisima (feat. Opi & Jason)
14. Bubble Gum (feat. Opi)
15. Navegar (feat. Randy & Amaro)
16. Donde Nos Quedamos (feat. Carifresco & Peewee)
17. Sombras
18. Reggaeton En La Marquesina (feat. Nano MC & Lennox)
19. Mi Furia Bestial (traccia bonus)
20. Tu Me Tienes Loco (feat. Michiland) (traccia bonus)
21. El Bow Bow (feat. Opi) (traccia bonus)